# Jon Jones
Jon Jones (19 de juliol de 1987) és un ex-artista marcial mixt estatunidenc que competia en la categoria de pes pesant d'Ultimate Fighting Championship (UFC), on era Campió Mundial de Pes Pesat d'UFC, a més d'haver estat Campió Mundial de Pes Semipesat d'UFC en dues ocasions, havent ostentat el títol des del març de 2011 a abril de 2015 i des de desembre de 2018 a agost de 2020. Des del 2 de juliol de 2024, era a la posició 3 del rànquing lliura per lliura de UFC. Jones és reconegut com el millor lluitador d'arts marcials mixtes de tots els temps per molts lluitadors, periodistes, analistes de l'esport i per l'UFC mateix.

## Estil de lluita
Jones es caracteritza per la seva tremenda adaptabilitat i la seva tècnica impecable, sent descrit com un dels lluitadors més dinàmics, innovadors, i en constant evolució en la història del MMA octàgon. Jones utilitza el seu llarg abast i el seu wrestling defensiu per connectar cops de colze amb un estil creatiu i poc ortodox.
Utilitza la seva diverses tècniques de pateig, afavorint les front kicks al cos i al capdavant, roundhouse kicks a les cames i al pit, i la seva tècnica més coneguda, la "patada obliqua", un moviment controversial que apunta al genoll de l'oponent. La puntada obliqua va ser una tècnica popularitzada per Bruce Lee, qui Jones cita com una inspiració.55 Jones també destaca al clinch, on és hàbil en controlar els braços dels seus oponents, aconseguint connectar cops de colze i genolls. A terra, té un excel·lent control de la posició, aconseguint trobar obertures per connectar cops i cops de colze.

## Vida personal
Jones i la seva nòvia tenen dues filles: Leah, nascuda l'11 de juliol de 2008 i Carmen Nicole Jones, nascuda el desembre de 2009, que porta el nom de la seva difunta germana, Carmen. Jones és cristià.